# Pelophylax kl. hispanicus
Pelophylax kl. hispanicus – płodny mieszaniec powstały na skutek hybrydyzacji żaby śmieszki i żaby Bergera. Obecnie populacja utrzymywana dzięki krzyżowaniu wstecznemu z żabą Bergera. Pozycja taksonomiczna nie do końca ustalona. Płaz ten występuje na Półwyspie Apenińskim i na Sycylii. Zasiedla małe zbiorniki wodne.

## Hybrydogeneza i pozycja taksonomiczna
Pelophylax kl. hispanicus jest kleptonem powstałym wskutek hybrydyzacji żaby śmieszki (Pelophylax ridibundus) i żaby Bergera (Pelophylax bergeri). Pochodzenie mieszańca jest zagadkowe, jako że żaba śmieszka nie występuje we Włoszech, gdzie spotykany jest P. kl. hispanicus. Co więcej, genom żaby śmieszki obecny w P. kl. hispanicus spokrewniony jest z populacjami żaby śmieszki zasiedlającymi Anatolię (krainę historyczną w Turcji). W związku z powyższym nie wiadomo, gdzie i kiedy doszło do hybrydyzacji żaby śmieszki i żaby Bergera. Obecnie populacja P. kl. hispanicus utrzymywana jest dzięki krzyżowaniu wstecznemu żaby Bergera i P. kl. hispanicus obserwowanym na Półwyspie Apenińskim i na Sycylii. Podczas krzyżowania wstecznego obserwuje się zjawisko hybrydogenezy, kiedy to genom żaby Bergera eliminowany jest przed mejozą, a do gamet przekazywany jest jedynie genom żaby śmieszki. W związku z powyższym do podtrzymywania genomu żaby Bergera konieczna jest ciągła obecność czystych genetycznie osobników żaby Bergera, które będą krzyżowały się z osobnikami P. kl. hispanicus. 
Żaba Bergera jest natomiast traktowana czasami jako podgatunek żaby jeziorkowej (Pelophylax lessonae). Przy takim założeniu P. kl. hispanicus zaliczony być powinien do gatunku żaba wodna (Pelophylax kl. esculentus), który również jest kleptonem powstałym wskutek hybrydyzacji żaby śmieszki i żaby jeziorkowej. W związku z powyższym część herpetologów nie wymienia P. kl. hispanicus jako osobnego gatunku.

## Wygląd
Płaz ten dorasta do 10 cm długości. Z wyglądu przypomina żabę Bergera, od której różni się rozmiarem i kształtem modzela piętowego (asymetryczny i mniejszy niż u P. bergeri), pachiwną i wewnętrzną częścią ud pokrytą białymi plamkami oraz ciemnoszarymi rezonatorami (białe u żaby Bergera).

## Zasięg występowania i siedlisko
P. kl. hispanicus występuje we Włoszech, na Półwyspie Apenińskim i na Sycylii. Spotykany jest (podobnie jak żaba Bergera) w małych oświetlonych zbiornikach wodnych charakteryzujących się bujną roślinnością. Tak jak u żaby Bergera, okres godowy trwa od marca do czerwca. 